# Árpád Ambrózy
Árpád Ambrózy (* 1. Januar 1882 in Balassagyarmat, Königreich Ungarn; † 10. April 1954 in Budapest) war ein Militärrichter, Offizier und zuletzt Generalleutnant der Königlich Ungarischen Armee (Magyar Királyi Honvédség).

## Leben
Árpád Ambrózy wurde als Sohn von Gyula Ambrózy und seiner Frau Eleonóra Mária Obradovich in Balassagyarmat geboren. Er besuchte die Grundschulen in Losonc, Balassagyarmat und Szepesbéla, danach die Gymnasien in Losonc und Kassa. Am Gymnasium der Prämonstratenser in Kassa machte er sein Abitur. Danach absolvierte er die Rechtsakademie in Kassa. 1905 wurde er beim obersten Militärgerichtshof vereidigt und begann seinen Dienst als Militärrichterkandidat beim Garnisonsgericht in Kassa. Am 1. November 1905 wurde er zum Oberleutnant befördert. Ab 1908 setzte seinen Dienst als Militärrichter am Marinegericht in Póla fort. Von 1920 bis 1922 arbeitete er als Gendarmeriestaatsanwalt in Székesfehérvár. Ambrózy wurde 1922 nach Szeged versetzt, wo er zunächst Präsident des Militärgerichts sowie danach bis zum 28. Mai 1928 Militäranwalt der 5. Gemischten Brigade wurde. Er wurde in dieser Zeit am 1. Mai 1926 zum Oberst (Ezredes) befördert. Am 28. Mai 1928 wurde zunächst Mitglied des Obersten Militärgerichtshofes und war daraufhin bis 1936 Vizepräsident dessen Vizepräsident. 1936 wechselte er ins Ministerium für Nationale Verteidigung (Honvédelmi Minisztérium) und war anfangs bis 1939 stellvertretender Chef der für Militärjustiz zuständigen Sektion 13 und daraufhin zwischen 1939 und dem 1. Mai 1942 Chef der Sektion 13. Er wurde am 1. Mai 1937 zum Generalmajor (Vezérőrnagy) befördert und war zugleich von 1939 bis zum 1. Mai 1942 Militärgeneralstaatsanwalt. Er trat am 1. August 1942 in den Ruhestand und bekam daraufhin am 20. August 1942 den Ehrentitel eines Generalleutnants (Altábornagy) verliehen.
Ambrózy veröffentlichte eine Reihe von Beiträgen in der Zeitschrift Magyar katonai szemle (Ungarische militärische Rundschau).

## Schriften (Auswahl)
- Olasz-magyar hadbírói kapcsolatok.  1939.
- Az új olasz katonai büntetőtörvény javaslata. 1939.
- Honvéd igazságügy. 1940.
- Magyar-német hadbírói kapcsolatok. 1943.